# Junior Kpoku

a Compétitions nationales et continentales officielles uniquement.

b Matchs officiels uniquement.
Dernière mise à jour le 9 mai 2025.
Junior Kpoku, né le 10 septembre 2005 dans le borough londonien de Newham (Angleterre), est un joueur anglais de rugby à XV qui évolue aux postes de deuxième ligne et troisième ligne aile au Racing 92.

## Biographie
Junior Kpoku naît le 10 septembre 2005 dans le borough londonien de Newham en Angleterre. Il est le frère cadet de Joel Kpoku et de Jonathan Kpoku (en), eux aussi joueurs professionnels de rugby à XV. Il grandit à Londres dans une famille d'origine congolaise, et parle couramment le français.
En août 2023, il signe un contrat avec les Exeter Chiefs. Il quitte cependant le club dès le mois d'octobre 2023 pour rejoindre le Racing 92 pour des raisons familiales. En janvier 2024, il est convoqué par l'équipe d'Angleterre des moins de 20 ans pour disputer le Tournoi des Six Nations de la catégorie. En club, il dispute son premier match avec l'équipe première du club francilien le 24 février 2024 dans le derby face au Stade français Paris. En mars, il remporte le Tournoi des Six Nations des moins de 20 ans après avoir battu la France à l'extérieur avec bonus offensif sur le score de 45 à 31 lors de l'ultime journée après une seconde période de qualité.
À l'été 2024, il remporte le Championnat du monde junior avec l'équipe d'Angleterre des moins de 20 ans. Kpoku dispute toutes les rencontres de la compétition, et est l'un des joueurs remarqués de la sélection, en compagnie notamment d'Henry Pollock.
En janvier 2025, il prolonge son contrat avec le Racing 92 jusqu'en 2027.